# Mortes em abril de 2018
Mortes em 2018: ← Janeiro – Fevereiro – Março – Abril – Maio – Junho – Julho – Agosto – Setembro – Outubro – Novembro – Dezembro →
Esta é uma relação de pessoas notáveis que morreram durante o mês de abril de 2018, listando nome, nacionalidade, ocupação e ano de nascimento.

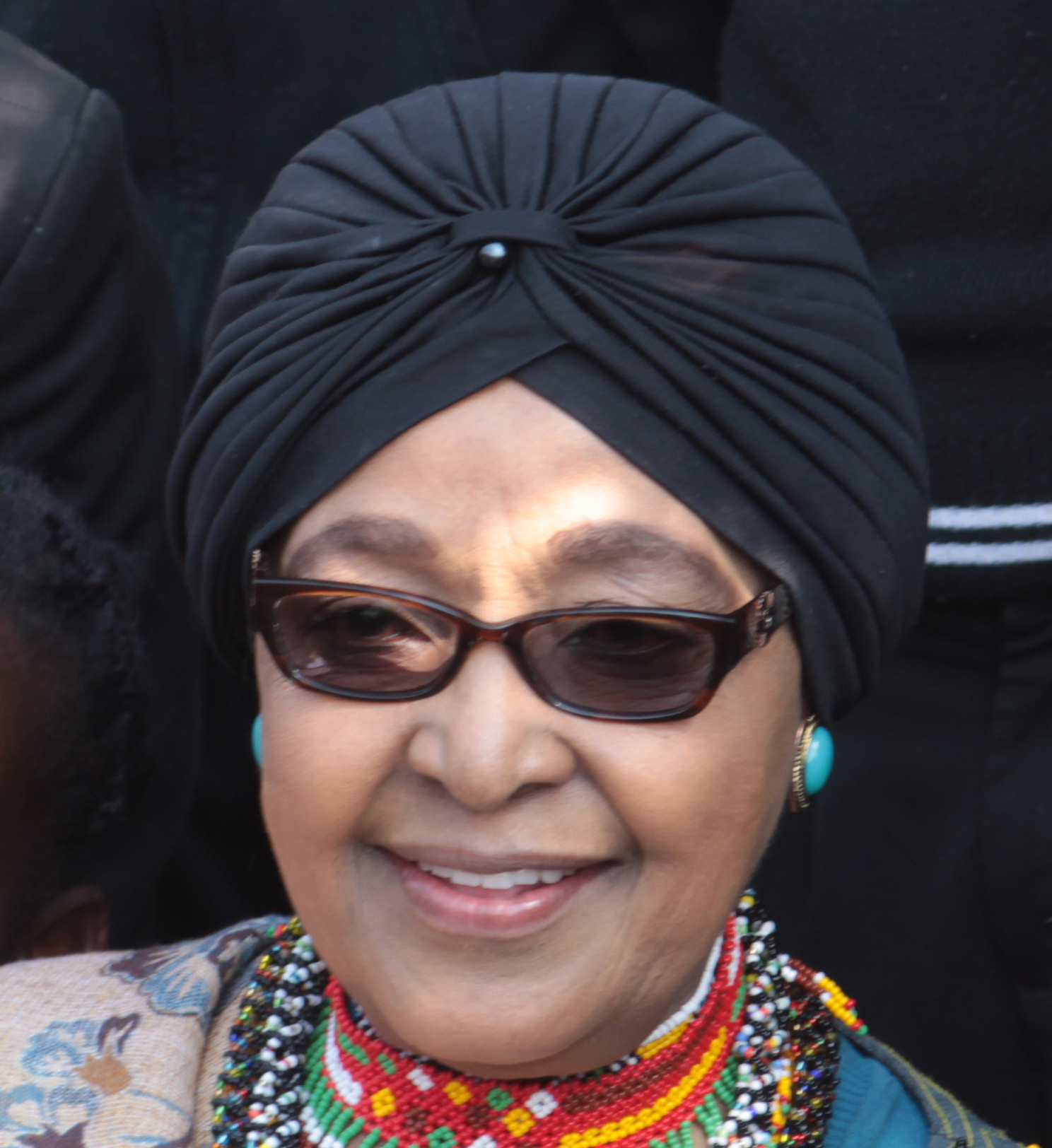
Winnie Madikizela-Mandela, política sul-africana.

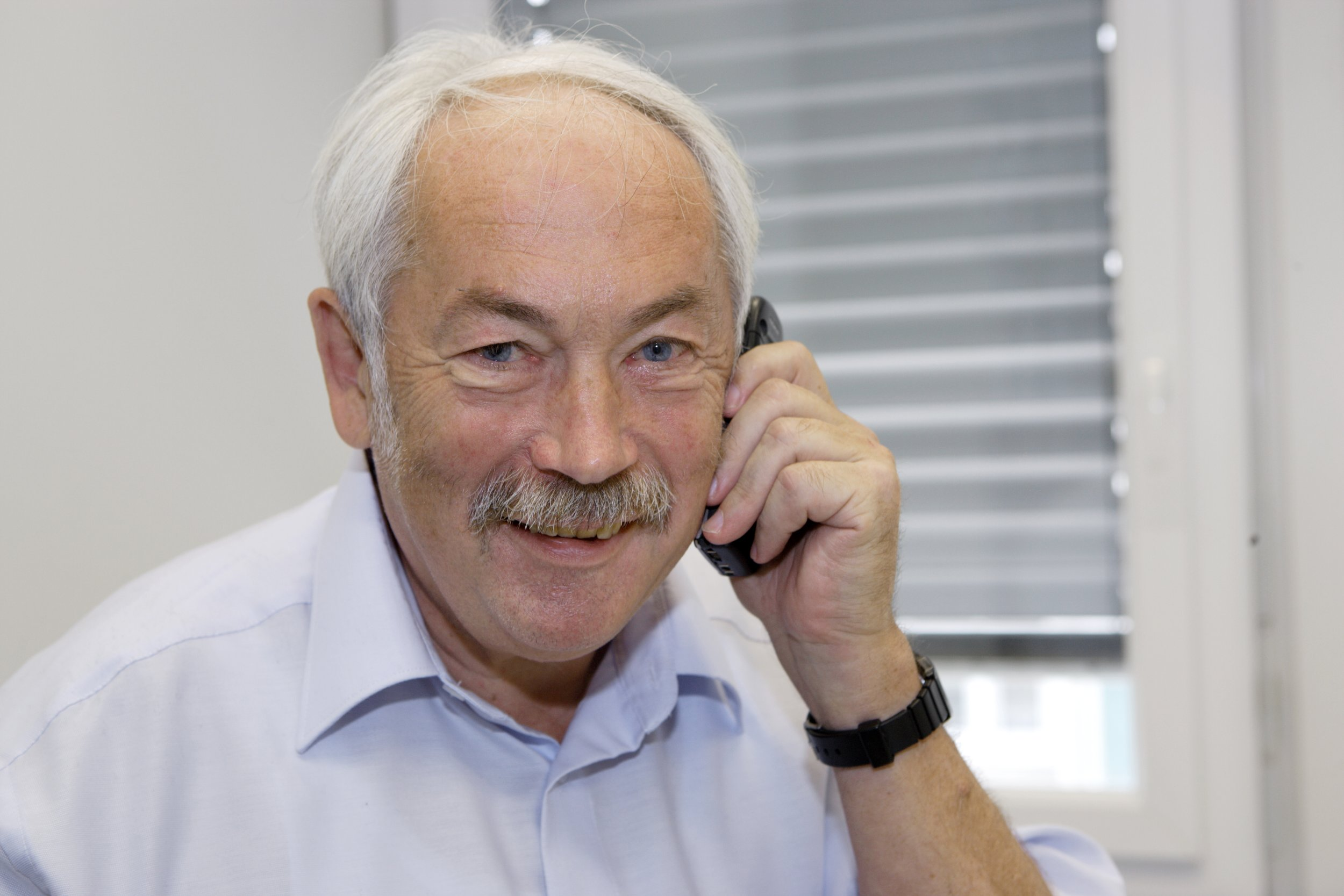
Peter Grünberg, físico alemão.

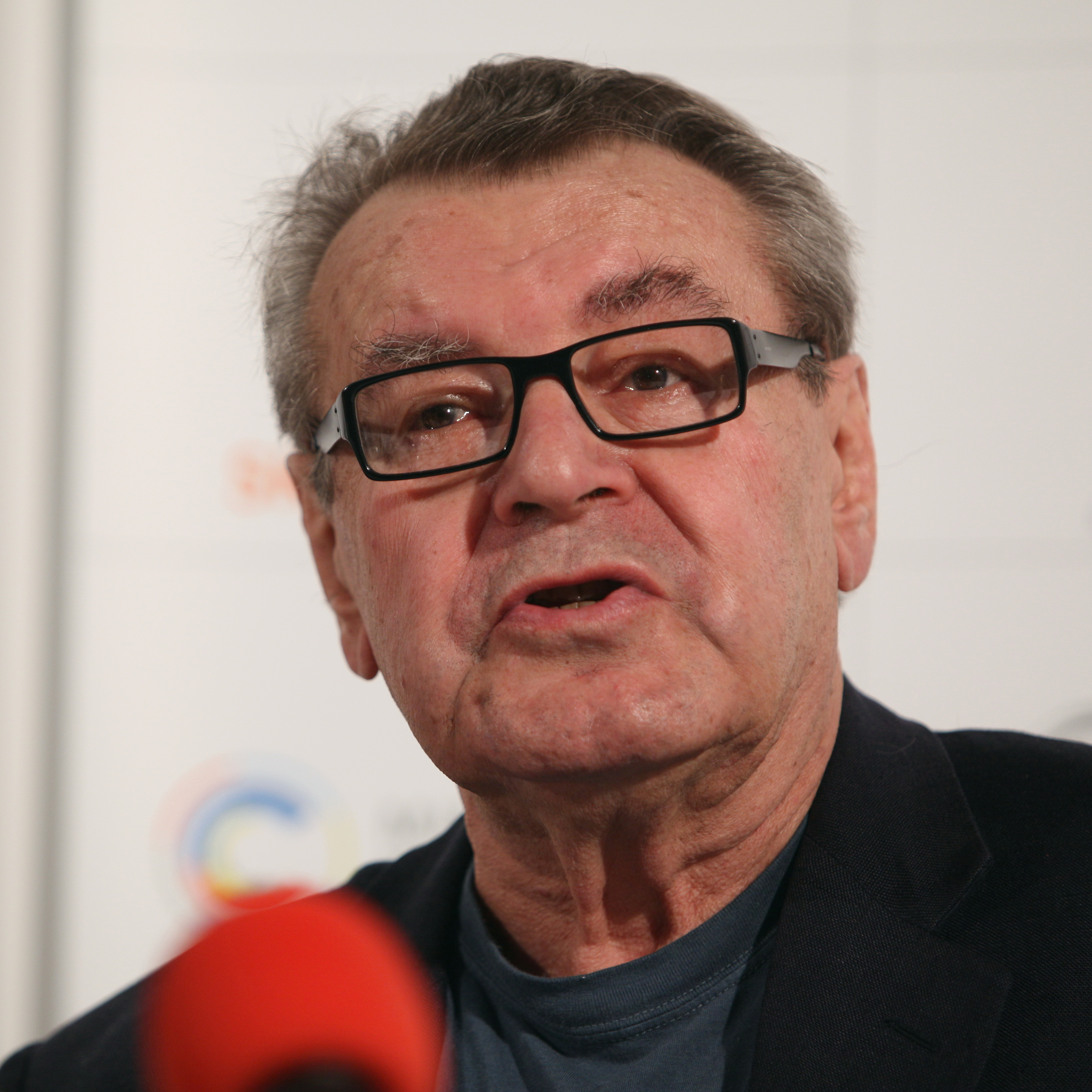
Miloš Forman, cineasta checo.

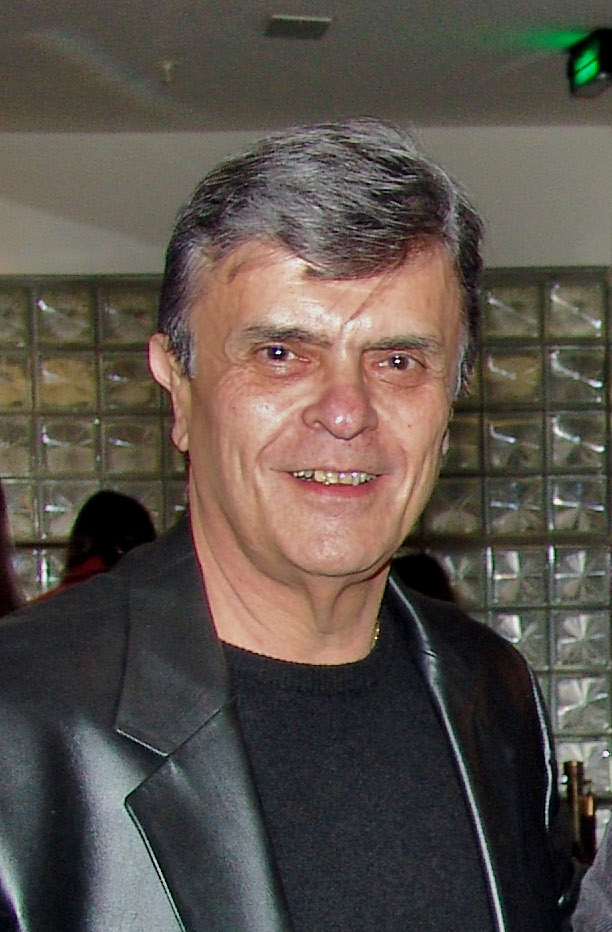
Paulo Barboza, radialista brasileiro.

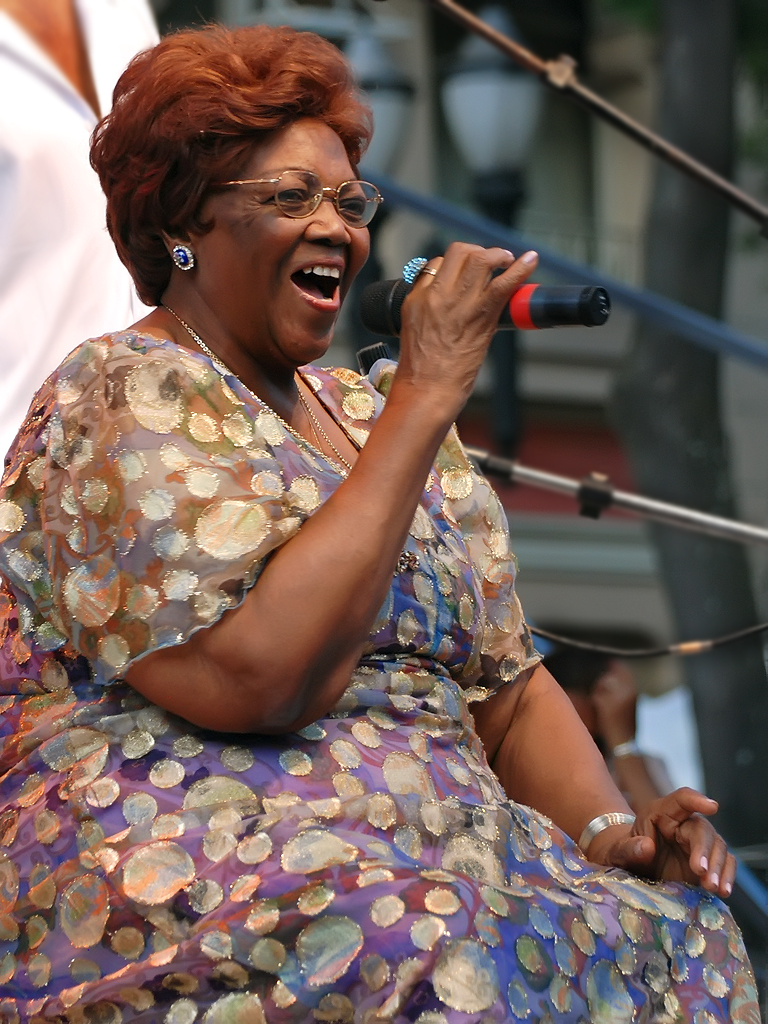
Dona Ivone Lara, cantora e compositora brasileira.

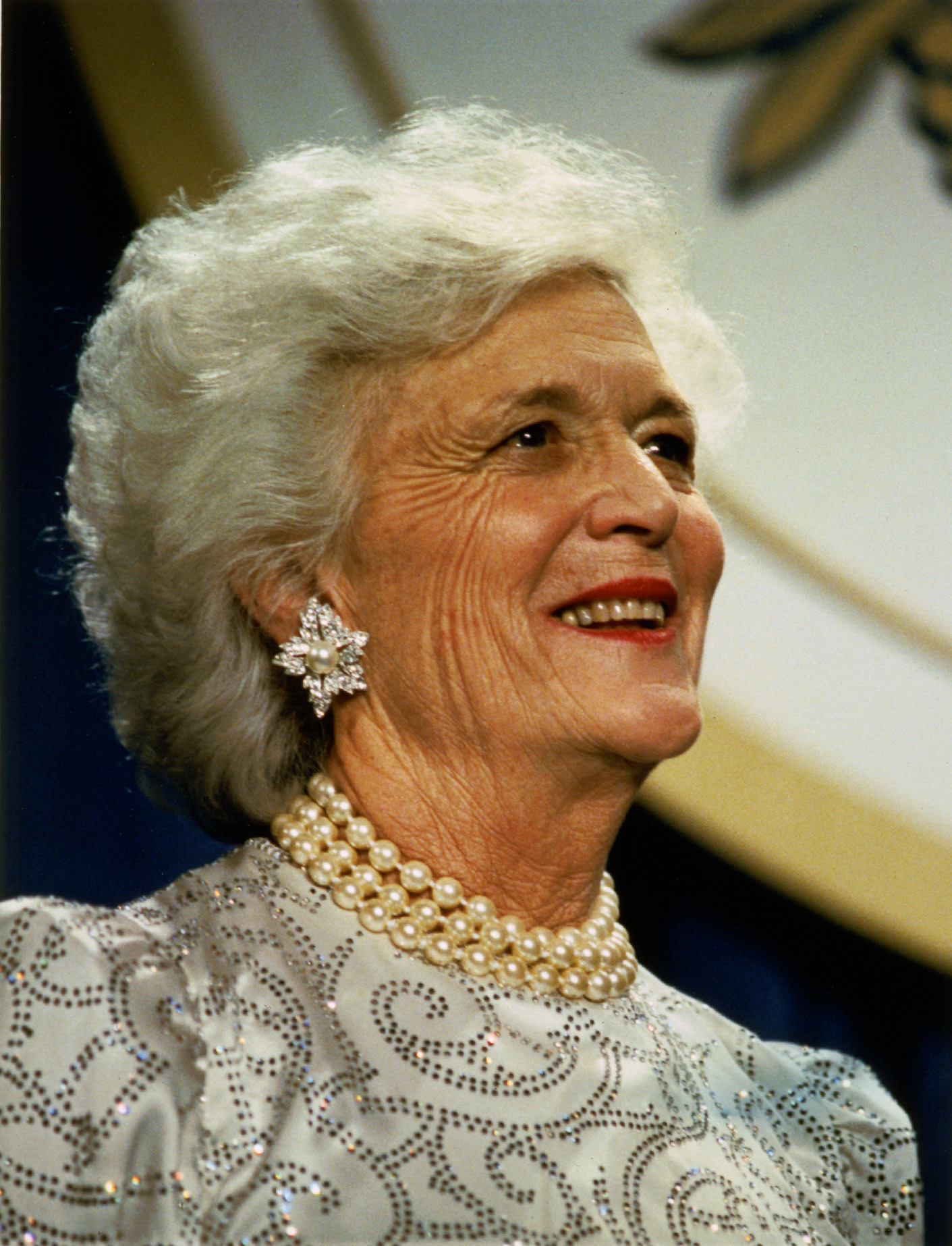
Barbara Bush, Primeira-dama e primeira-mãe estadunidense.

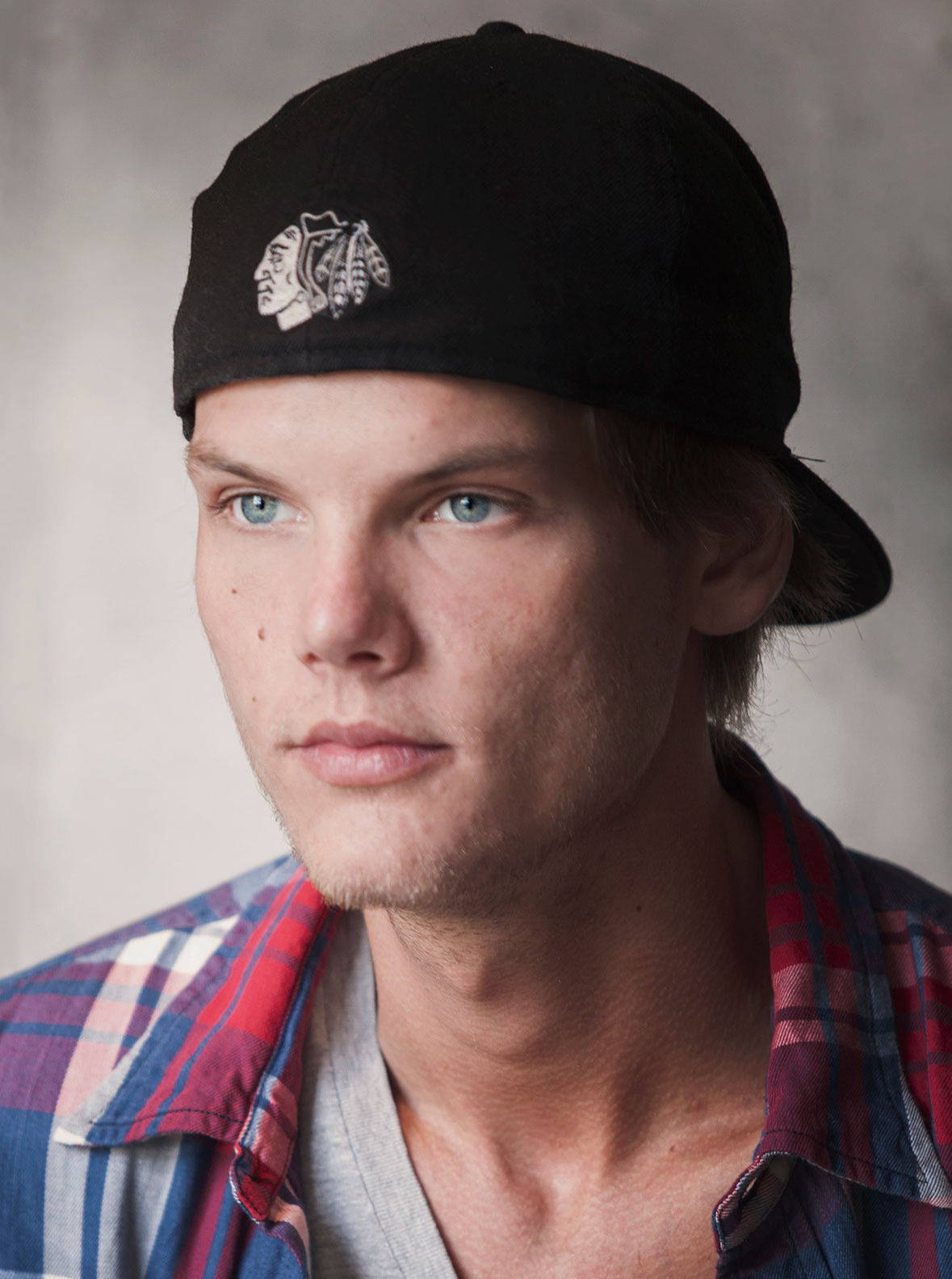
Avicii, DJ sueco.

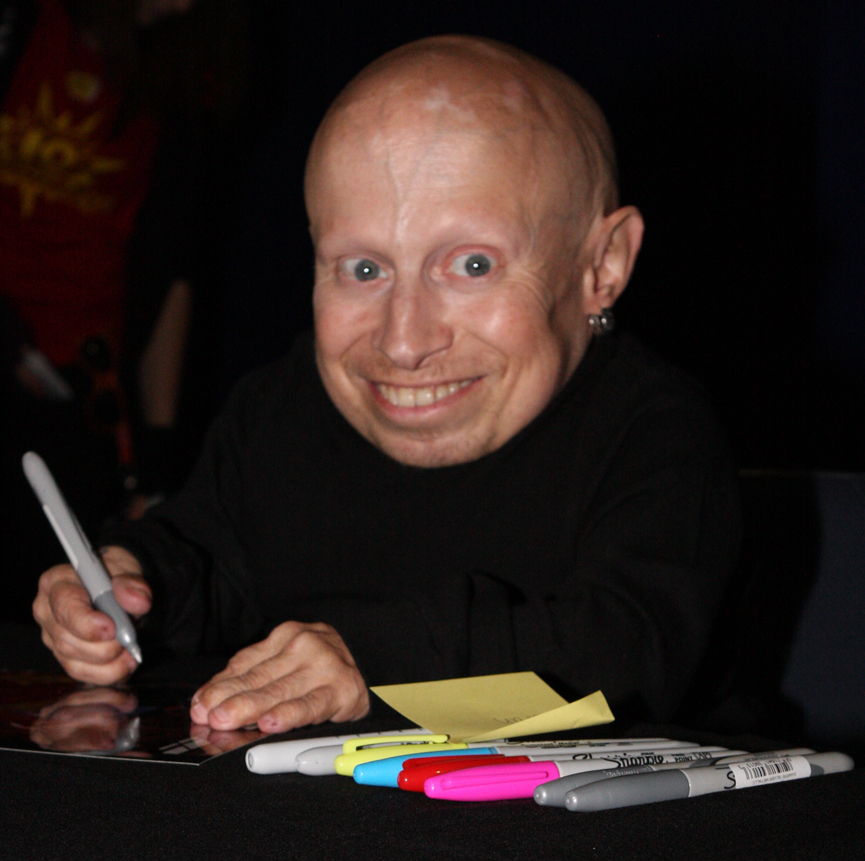
Verne Troyer, ator norte-americano.

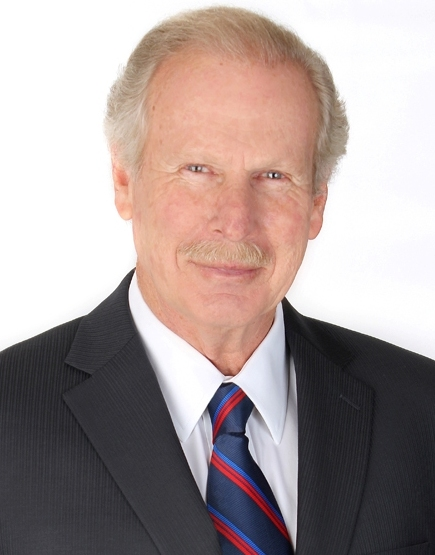
Álvaro Arzú, ex-presidente da Guatemala.

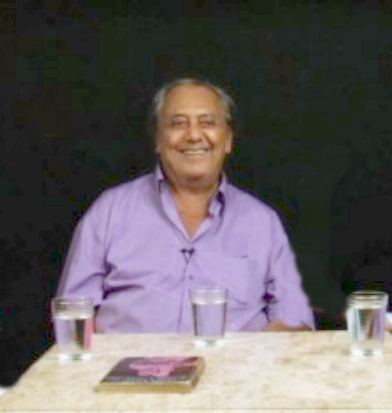
Agildo Ribeiro, ator e humorista brasileiro

| Dia | Nome                                       | Profissão ou motivo de reconhecimento | Nacionalidade  | Ano de nasc. | Ref          |
| --- | ------------------------------------------ | ------------------------------------- | -------------- | ------------ | ------------ |
| 1   | Efraín Ríos Montt                          | Militar e político                    | Guatemala      | 1926         | [ 1 ]        |
| 1   | Michel Sénéchal                            | Tenor                                 | França         | 1927         | [ 2 ]        |
| 1   | Ricardo Pedro Chaves Pinto Filho           | Arcebispo                             | Brasil         | 1938         | [ 3 ]        |
| 1   | Ruth Sonntag Nussenzweig                   | Médica e pesquisadora                 | Brasil         | 1928         | [ 4 ]        |
| 1   | Luiz Alberto Martins de Oliveira           | Político                              | Brasil         | 1947         | [ 5 ]        |
| 1   | Etelka Keserű                              | Economista e política                 | Hungria        | 1925         | [ 6 ]        |
| 1   | Kazimierz Gierżod                          | Pianista                              | Polónia        | 1936         | [ 7 ]        |
| 1   | C. V. Rajendran                            | Cineasta                              | Índia          | 1937         | [ 8 ]        |
| 2   | Winnie Madikizela-Mandela                  | Ativista pelos direitos humanos       | África do Sul  | 1936         | [ 9 ] [ 10 ] |
| 2   | Elie Onana                                 | Futebolista                           | Camarões       | 1951         | [ 11 ]       |
| 2   | Morris Halle                               | Linguista                             | Letônia        | 1923         | [ 12 ]       |
| 2   | Burton Smith                               | Cientista de computação               | Estados Unidos | 1945         | [ 13 ]       |
| 2   | Alfredo Lamy Filho                         | Advogado e professor universitário    | Brasil         | 1918         | [ 14 ]       |
| 2   | Willi Törnig                               | Matemático                            | Alemanha       | 1930         | [ 15 ]       |
| 3   | Lill-Babs                                  | Cantora e atriz                       | Suécia         | 1938         | [ 16 ]       |
| 3   | Bill Rademacher                            | Jogador de futebol americano          | Estados Unidos | 1942         | [ 17 ]       |
| 4   | Ray Wilkins                                | Futebolista e treinador               | Reino Unido    | 1956         | [ 18 ]       |
| 4   | Johnny Valiant                             | Lutador profissional                  | Estados Unidos | 1946         | [ 19 ]       |
| 5   | Isao Takahata                              | Cineasta                              | Japão          | 1935         | [ 20 ]       |
| 5   | Cecil Taylor                               | Pianista                              | Estados Unidos | 1929         | [ 21 ]       |
| 5   | Branislav Pokrajac                         | Handebolista                          | Sérvia         | 1947         | [ 22 ]       |
| 6   | Alexandr Kurlovitch                        | Halterofilista                        | Bielorrússia   | 1961         | [ 23 ]       |
| 6   | Acácio Pereira Magro                       | Político e acadêmico                  | Portugal       | 1932         | [ 24 ]       |
| 6   | Edla van Steen                             | Escritora                             | Brasil         | 1936         | [ 25 ]       |
| 6   | Daniel Akaka                               | Político                              | Estados Unidos | 1924         | [ 26 ]       |
| 7   | Ángel Peralta                              | Toureiro e escritor                   | Espanha        | 1926         | [ 27 ]       |
| 7   | Božidar Smiljanić                          | Ator                                  | Croácia        | 1936         | [ 28 ]       |
| 8   | André Lerond                               | Futebolista                           | França         | 1930         | [ 29 ]       |
| 8   | John Miles                                 | Automobilista                         | Reino Unido    | 1943         | [ 30 ]       |
| 8   | Nathan Davis                               | Músico                                | Estados Unidos | 1937         | [ 31 ]       |
| 8   | Guy Lyon Playfair                          | Jornalista                            | Índia          | 1935         | [ 32 ]       |
| 9   | Peter Grünberg                             | Físico                                | Alemanha       | 1939         | [ 33 ]       |
| 10  | Yvonne Staples                             | Cantora                               | Estados Unidos | 1937         | [ 34 ]       |
| 10  | Jean Marzollo                              | Escritora                             | Estados Unidos | 1942         | [ 35 ]       |
| 10  | Viliam Karmažin                            | Maestro e compositor                  | Eslováquia     | 1922         | [ 36 ]       |
| 10  | Samir Gharbo                               | Desportista                           | Egito          | 1925         | [ 37 ]       |
| 10  | Wu Nansheng                                | Político                              | China          | 1922         | [ 38 ]       |
| 11  | Massaud Moisés                             | Escritor e professor                  | Brasil         | 1928         | [ 39 ]       |
| 12  | Sergio Pitol                               | Tradutor e dramaturgo                 | México         | 1933         | [ 40 ]       |
| 13  | Art Bell                                   | Radialista                            | Estados Unidos | 1945         | [ 41 ]       |
| 14  | Miloš Forman                               | Cineasta e roteirista                 | Chéquia        | 1932         | [ 42 ]       |
| 14  | Isabella Biagini                           | Atriz                                 | Itália         | 1943         | [ 43 ]       |
| 15  | Oscarino Farias                            | Ventríloquo                           | Brasil         | 1937         | [ 44 ]       |
| 15  | Vittorio Taviani                           | Diretor de cinema                     | Itália         | 1929         | [ 45 ]       |
| 15  | R. Lee Ermey                               | Militar e ator                        | Estados Unidos | 1944         | [ 46 ]       |
| 15  | Michael Halliday                           | Linguista                             | Reino Unido    | 1925         | [ 47 ]       |
| 15  | Hadassa Ben-Itto                           | Escritora                             | Polónia        | 1926         | [ 48 ]       |
| 15  | Kenneth Matiba                             | Político                              | Quênia         | 1932         | [ 49 ]       |
| 15  | Domenico Pittella                          | Político                              | Itália         | 1932         | [ 50 ]       |
| 15  | Bob Braden                                 | Cientista de computação               | Estados Unidos | 1934         | [ 51 ]       |
| 15  | Raquel Trindade                            | Artista plástica                      | Brasil         | 1936         | [ 52 ]       |
| 16  | Paulo Barboza                              | Radialista, jornalista e publicitário | Brasil         | 1944         | [ 53 ]       |
| 16  | Paul Singer                                | Economista                            | Brasil         | 1932         | [ 54 ]       |
| 16  | Harry Anderson                             | Ator                                  | Estados Unidos | 1952         | [ 55 ]       |
| 16  | Dona Ivone Lara                            | Cantora e compositora                 | Brasil         | 1922         | [ 56 ]       |
| 16  | Choi Eun-hee                               | Atriz                                 | Coreia do Sul  | 1926         | [ 57 ]       |
| 16  | Alejandro Rojas Wainer                     | Político                              | Chile          | 1945         | [ 58 ]       |
| 16  | Gustav Victor Rudolf Born                  | Farmacologista                        | Alemanha       | 1921         | [ 59 ]       |
| 16  | José Luiz Clerot                           | Advogado e político                   | Brasil         | 1936         | [ 60 ]       |
| 16  | Roger Elliott                              | Físico                                | Reino Unido    | 1928         | [ 61 ]       |
| 16  | Pamela Gidley                              | Atriz                                 | Estados Unidos | 1965         | [ 62 ]       |
| 17  | Barbara Bush                               | Primeira-dama e primeira-mãe          | Estados Unidos | 1925         | [ 63 ]       |
| 17  | Assis Horta                                | Fotógrafo                             | Brasil         | 1918         | [ 64 ]       |
| 17  | John Amirante                              | Cantor                                | Estados Unidos | 1934         | [ 65 ]       |
| 17  | Carl Kasell                                | Radialista                            | Estados Unidos | 1934         | [ 66 ]       |
| 17  | Amoroso Katamsi                            | Ator e cantor                         | Indonésia      | 1938         | [ 67 ]       |
| 17  | Vel Phillips                               | Advogada e ativista                   | Estados Unidos | 1924         | [ 68 ]       |
| 18  | Bruno Sammartino                           | Lutador                               | Itália         | 1935         | [ 69 ]       |
| 18  | Vittorio Taviani                           | Diretor de cinema                     | Itália         | 1929         | [ 45 ]       |
| 18  | Pamela Gidley                              | Atriz                                 | Estados Unidos | 1965         | [ 70 ]       |
| 20  | Vladimir Lyakhov                           | Cosmonauta                            | Ucrânia        | 1941         | [ 71 ]       |
| 20  | Roy Bentley                                | Futebolista e treinador               | Reino Unido    | 1924         | [ 72 ]       |
| 20  | Avicii                                     | DJ                                    | Suécia         | 1989         | [ 73 ]       |
| 21  | Waldyr Sant'Anna                           | Dublador e ator                       | Brasil         | 1936         | [ 74 ]       |
| 21  | Nelson Pereira dos Santos                  | Cineasta                              | Brasil         | 1928         | [ 75 ]       |
| 21  | Nabi Tajima                                | Supercentenária                       | Japão          | 1900         | [ 76 ]       |
| 21  | Verne Troyer                               | Ator e comediante                     | Estados Unidos | 1969         | [ 77 ]       |
| 21  | Robert Kates                               | Geógrafo                              | Estados Unidos | 1929         | [ 78 ]       |
| 22  | Nino Khurtsidze                            | Jogadora de xadrez                    | Geórgia        | 1975         | [ 79 ]       |
| 23  | Bennie Cunningham                          | Jogador de futebol americano          | Estados Unidos | 1954         | [ 80 ]       |
| 23  | Saleh Ali al-Sammad                        | Político                              | Iêmen          | 1979         | [ 81 ]       |
| 23  | Bob Dorough                                | Cantor                                | Estados Unidos | 1923         | [ 82 ]       |
| 23  | Jerrold Meinwald                           | Químico                               | Estados Unidos | 1927         | [ 83 ]       |
| 24  | Henri Michel                               | Futebolista e treinador               | França         | 1947         | [ 84 ]       |
| 24  | Rick Dickinson                             | Designer                              | Reino Unido    | 1958         | [ 85 ]       |
| 25  | Alberto Marson                             | Basquetebolista                       | Brasil         | 1925         | [ 86 ]       |
| 25  | Michael Anderson                           | Cineasta                              | Reino Unido    | 1920         | [ 87 ]       |
| 25  | Hans Dresig                                | Engenheiro                            | Alemanha       | 1937         | [ 88 ]       |
| 26  | Gianfranco Parolini                        | Cineasta                              | Itália         | 1925         | [ 89 ]       |
| 27  | Álvaro Enrique Arzú Irigoyen               | Ex-presidente da Guatemala            | Guatemala      | 1946         | [ 90 ]       |
| 28  | Art Paul                                   | Designer gráfico                      | Estados Unidos | 1925         | [ 91 ]       |
| 28  | Agildo Ribeiro                             | Ator e humorista                      | Brasil         | 1932         | [ 92 ]       |
| 28  | Ramón López Carrozas                       | Bispo                                 | Espanha        | 1937         | [ 93 ]       |
| 29  | Michael Martin, Barão Martin de Springburn | Político                              | Reino Unido    | 1945         | [ 94 ]       |
| 29  | Luis García Meza Tejada                    | Político e militar                    | Bolívia        | 1929         | [ 95 ]       |
| 30  | Manfredo do Carmo                          | Matemático                            | Brasil         | 1928         | [ 96 ]       |
| 30  | Anatole Katok                              | Matemático                            | Estados Unidos | 1944         | [ 97 ]       |